# David Browne (calciatore)
David Eric Browne (Port Moresby, 27 dicembre 1995) è un calciatore papuano, attaccante svincolato.

## Statistiche

### Cronologia presenze e reti in nazionale
| Cronologia completa delle presenze e delle reti in nazionale ― Papua Nuova Guinea | Cronologia completa delle presenze e delle reti in nazionale ― Papua Nuova Guinea | Cronologia completa delle presenze e delle reti in nazionale ― Papua Nuova Guinea | Cronologia completa delle presenze e delle reti in nazionale ― Papua Nuova Guinea | Cronologia completa delle presenze e delle reti in nazionale ― Papua Nuova Guinea | Cronologia completa delle presenze e delle reti in nazionale ― Papua Nuova Guinea | Cronologia completa delle presenze e delle reti in nazionale ― Papua Nuova Guinea | Cronologia completa delle presenze e delle reti in nazionale ― Papua Nuova Guinea |
| Data                                                                              | Città                                                                             | In casa                                                                           | Risultato                                                                         | Ospiti                                                                            | Competizione                                                                      | Reti                                                                              | Note                                                                              |
| --------------------------------------------------------------------------------- | --------------------------------------------------------------------------------- | --------------------------------------------------------------------------------- | --------------------------------------------------------------------------------- | --------------------------------------------------------------------------------- | --------------------------------------------------------------------------------- | --------------------------------------------------------------------------------- | --------------------------------------------------------------------------------- |
| 23-3-2017                                                                         | Port Moresby                                                                      | Papua Nuova Guinea                                                                | 1 – 3                                                                             | Tahiti                                                                            | Qual. Mondiali 2018                                                               | -                                                                                 | 22’                                                                               |
| 9-6-2017                                                                          | Honiara                                                                           | Isole Salomone                                                                    | 3 – 2                                                                             | Papua Nuova Guinea                                                                | Qual. Mondiali 2018                                                               | -                                                                                 | 77’                                                                               |
| 13-6-2017                                                                         | Port Moresby                                                                      | Papua Nuova Guinea                                                                | 1 – 2                                                                             | Isole Salomone                                                                    | Qual. Mondiali 2018                                                               | -                                                                                 |                                                                                   |
| Totale                                                                            |                                                                                   | Presenze                                                                          | 3                                                                                 |                                                                                   | Reti                                                                              | 0                                                                                 |                                                                                   |

## Palmarès

### Club

#### Competizioni nazionali
- Campionato neozelandese: 2

Auckland City: 2013-2014, 2014-2015
- Campionato finlandese: 2

HJK: 2020, 2021, 2022
- Suomen Cup: 1

HJK: 2020

#### Competizioni internazionali
- OFC Champions League: 3

Auckland City: 2012-2013, 2013-2014, 2014-2015